# Clodesmidt Riani
Clodesmidt Riani (Rio Casca, 15 de outubro de 1920 – Juiz de Fora, 4 de abril de 2024) foi um líder sindical e político mineiro, membro do PTB pré-64 e do PMDB. Filho de Orlando Riani, operário e sindicalista e Maria Riani, nascido em 15 de outubro de 1920, em Rio Casca- MG. Casou-se com Norma Geralda Riani, em 4 de setembro de 1941, em Juiz de Fora, Minas Gerais, com quem teve 10 filhos. Foi cassado pelo golpe de 64, tendo sido preso e torturado. Foi um dos três primeiros brasileiros que perderam os direitos políticos na ditadura militar brasileira, pelo AI-1. Liderou a maior greve geral da história do Brasil. Amigo do Presidente da República João Goulart, participou da criação do décimo terceiro salário. Após a anistia voltou a vida sindical e se elegeu novamente deputado estadual. Em 2024, ficou internado durante 15 dias por causa de uma pneumonia, apresentou uma melhora e não resistiu a uma insuficiência renal.

## Operário e sindicalista
Admitido na Companhia de Fiação e Tecelagem Moraes Sarmento em 22 de novembro de 1934, em Juiz de Fora, como ajudante na linha de produção da tecelagem, chegando a ser tecelão.
Em 14 de agosto de 1936, foi admitido como aprendiz de eletricista na Companhia Mineira de Eletricidade (CME), galgando todas as funções até se aposentar no dia 15 de setembro de 1983, com 43 anos de trabalho, como chefe de Divisão de Redes da Companhia Energética de Minas Gerais - (CEMIG). Como militante sindical foi bastante atuante iniciando sua trajetória em 1949 participando da comissão de salários dos Empregados de Empresas de Carris Urbano de Juiz de Fora. Escolhido em 1950 por eleição para Membro Efetivo do Conselho Deliberativo da Caixa de Aposentadoria e Pensões dos Serviços Públicos do Estado de Minas Gerais - CAPESP em Belo Horizonte, mandato este de 4 anos, e dentre os escolhidos é o mais votado, conforme Portaria n.º 328 do Ministério do Trabalho, Industria e Comércio, em 14 de novembro. Em 1951 foi eleito 1º Presidente da Associação Profissional dos Trabalhadores em Empresas de Produção de Energia Elétrica de Juiz de Fora, com mandato de 5 de julho de 1951 a 15 de agosto de 1953; Participou do VII Congresso dos Trabalhadores do Estado de Minas Gerais, na cidade de São João Del Rei – MG de 8 a 12 de dezembro, com as presenças do Presidente da República, Getúlio Vargas, e do Governador do Estado, Juscelino Kubitschek de Oliveira, no qual foi eleito para a 2ª secretaria da comissão executiva e preparatória para o VIII Congresso dos Trabalhadores de Minas Gerais. Já em 1953 foi eleito 1º Presidente do Sindicato dos Trabalhadores na Indústria da Energia Hidroelétrica de Juiz de Fora; Em 1954 foi eleito Membro do Conselho de Representantes da Confederação Nacional dos Trabalhadores nas Indústrias – CNTI. Como representante dos trabalhadores participou do 1º Congresso Brasileiro de Previdência Social, realizado no Rio de Janeiro - Guanabara, sendo então eleito para 2º secretário da Comissão Nacional Permanente para elaboração do anteprojeto da Lei Orgânica da Previdência Social. Início de uma luta que se estenderia até 1960 com a aprovação da Lei, em 4 de agosto. Em 1954, é indicado pelas Entidades Sindicais de Juiz de Fora e nomeado pelo então Ministro de Estado dos Negócios do Trabalho, Indústria e Comércio, João Goulart, como Membro da Comissão de Salário Mínimo do Estado de Minas Gerais, sendo escolhido líder e Relator da bancada dos empregados, que era composta de 5 Membros, onde empreendeu uma Campanha Nacional pela revisão dos salários mínimos regionais, conseguindo os aumentos de 144%, passando de 500 para 2 200 na lª Sub Região, de l56%, indo de 800 para 2 050 na 2ª Sub Região e 207%, subindo de 650 para 2 000 na 3ª Sub Região, sendo os maiores índices de aumento do Brasil. Formou o comando de greve entre os dias 16 e 21 de agosto e liderou o movimento paredista de 05 dias em Juiz de Fora - MG, para fazer prevalecer o direito legal dos aumentos conseguidos, após a árdua luta empreendida em campanha nacional.
Em 1958, participou da 42ª Sessão da Conferência Internacional do Trabalho, em Genebra - Suíça, realizado entre 4 de junho e 4 de julho. Sua função foi a de Assessor Técnico da Delegação do Governo Brasileiro, indicado pelas Federações e Sindicatos dos Trabalhadores de Minas Gerais e nomeado pelo Presidente da República, Juscelino Kubischek de Oliveira.
Em 1959 presidiu o IIº Congresso Sindical dos Trabalhadores do Estado de Minas Gerais, realizado de 27 a 31 de janeiro em Belo Horizonte - MG, onde foi reeleito para presidir o IIIº Congresso Sindical.
Reeleito Delegado do Sindicato dos Trabalhadores na Indústria de Energia Elétrica de Juiz de Fora para o Conselho de Representantes da Federação Nacional dos Trabalhadores nas Indústrias Urbanas - FNTIU e Confederação Nacional dos Trabalhadores na Indústria – CNTI, em 15 de maio, vindo a ser eleito Vice-Presidente da entidade.
Participação do 1º Congresso Nacional dos Trabalhadores Têxteis, realizado no Rio de Janeiro - Guanabara, de 17 a 21 de junho.
Instala o I Congresso dos Trabalhadores das Indústrias Urbanas, realizado na cidade do Rio de Janeiro – RJ, em 2 de janeiro de 1960.
Chefia a Delegação de líderes Sindicais dos Trabalhadores por indicação pela diretoria da Federação Nacional dos Trabalhadores nas Indústrias Urbanas – FNTIU, na visita a usinas locais de trabalhos e organizações sindicais aos Estados Unidos e estudos sindicais (profissionais, trabalhistas e administrativos) e do regime de governo, por um período de 90 dias de acordo com o Ponto IV do Convênio Brasil/Estados Unidos, em 6 de janeiro a abril.
Em 1961, é escolhido pela Confederações Nacional dos Trabalhadores nas Indústrias e nomeado pelo Presidente da República, Dr. Jânio Quadros, Delegado dos trabalhadores brasileiros junto a 7ª Conferência Internacional dos Estados Americanos da OIT, realizada na cidade de Buenos Aires – Argentina, em abril.
Reeleito Delegado do Sindicato dos Trabalhadores na Indústria de Energia Elétrica de Juiz de Fora para o Conselho de Representantes da Federação Nacional dos Trabalhadores nas Indústrias Urbanas - FNTIU e Confederação Nacional dos Trabalhadores na Indústria – CNTI, em 8 de abril.
Como Presidente eleito da Confederação Nacional dos Trabalhadores nas Indústrias – CNTI, é recebido em audiência, com toda sua diretoria, pelo Presidente da República Dr. João Goulart no Palácio Rio Negro em Petrópolis - RJ, em 12 de dezembro.
Em 1962 representou os Trabalhadores Brasileiros na 46ª Conferência Internacional do Trabalho em Genebra-Suíça, e participou do Comitê da Confederação Internacional das Organizações Sindicais Livres – CIOSL, na cidade de Berlim –Alemanha, em junho. Em maio de 1963 presidiu a comissão organizadora do IIIº Congresso Nacional Sindical dos Trabalhadores nas Indústrias Urbanas, realizado em São Paulo (SP), e o IIº Congresso Nacional dos Trabalhadores nas Indústrias, realizado no Rio de Janeiro (RJ); Participação ativamente da concentração pública pelas reformas de base em Juiz de Fora, com a presença do Presidente da República Dr. João Goulart; Ainda em 1963 preside o Comitê de Greve de 700 mil trabalhadores nas Indústrias do Estado de São Paulo (SP), de 25 de outubro a 3 de novembro. Grande vitória que obtém 80% de aumento salarial. Em 1964 foi reeleito Presidente da CNTI, em janeiro, tendo apresentado ao Presidente da República Dr. João Goulart, uma pauta de reivindicações nacional;
Participou como membro do Comando Geral dos Trabalhadores - CGT da audiência especial para assistir a assinatura do Presidente da República, Dr. João Goulart, da Lei que disciplina a Remessa de Lucros para o Exterior; Participou da Organização do Comício pelas Reformas de Base, como membro da CNTI e Comando Geral dos Trabalhadores – CGT. Com o golpe militar de 1964, teve seus direitos sindicais cassados por um período de 10 anos. Era Presidente da Confederação Nacional dos Trabalhadores nas Indústrias – CNTI, Presidente do Comando Geral dos Trabalhadores – CGT, Presidente do Comando Estadual dos Trabalhadores do Estado de Minas Gerais - CET, e Membro Adjunto do Bureau Internacional do Trabalho em Genebra-Suíça.
Em 1979 retoma as atividades sindicais. Foi eleito Delegado do Sindicato dos Trabalhadores na Indústria Elétrica de Juiz de Fora para o Conselho de Representantes da Federação dos Trabalhadores nas Indústrias Urbanas no Estado de Minas Gerais, em 14 de março de 1980. No ano seguinte, participou do 1º Congresso Nacional dos Eletricitários, realizado em Praia Grande (SP), e da 1ª Conferência Nacional da Classe Trabalhadora – CONCLAT, em São Paulo, em agosto.
Em 1985 foi convidado a presidir o IX Congresso Nacional dos Trabalhadores nas Indústrias Urbanas, realizado em Maceió (AL), em setembro; em novembro desse ano liderou passeata até o Palácio da Liberdade em apoio ao movimento por melhorias salariais dos trabalhadores da CEMIG em Belo Horizonte, tendo sucesso do pleito.
Em outubro de 1987 foi anistiado como Sindicalista, pelo Ministro do Trabalho.

## Militância Política

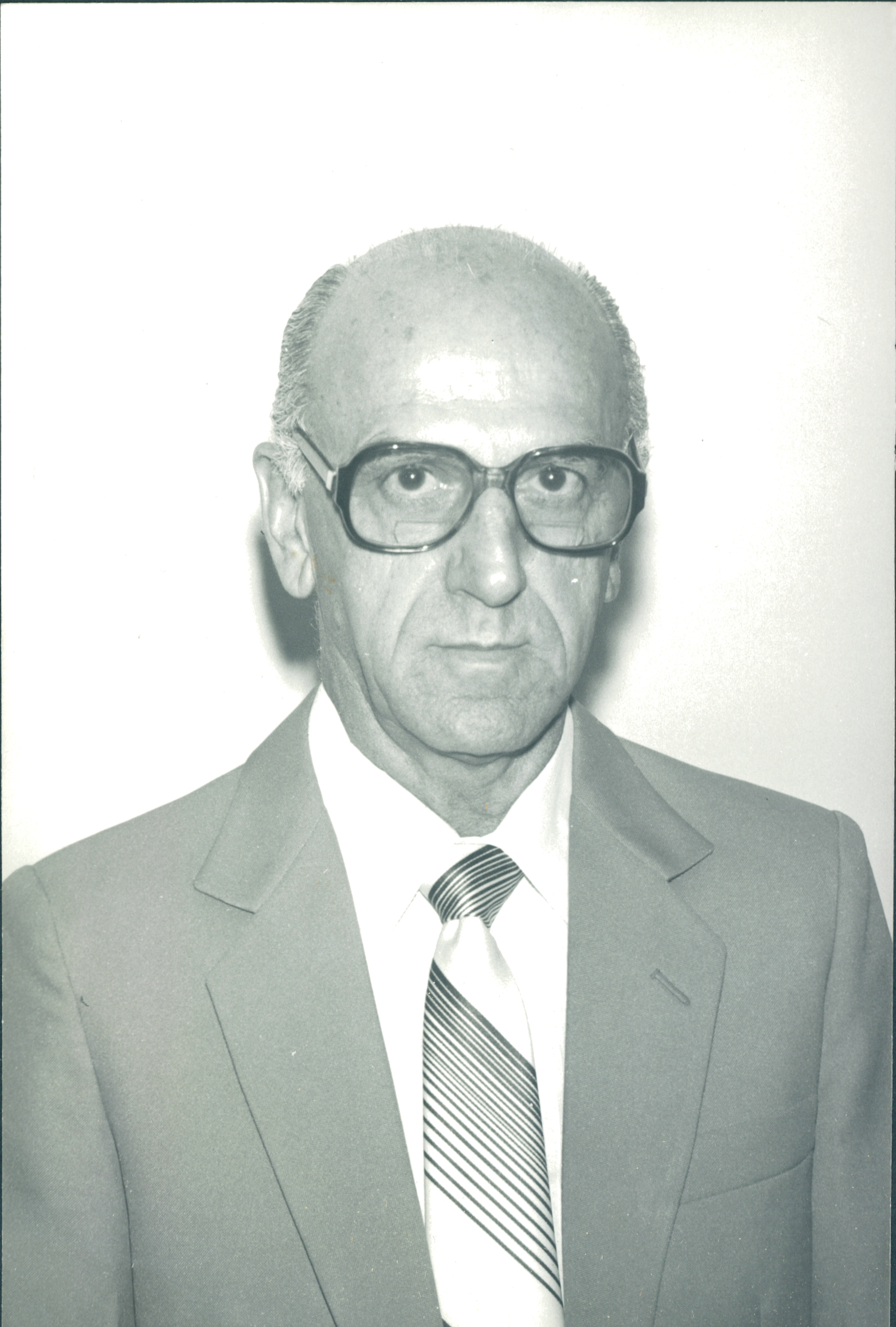
O deputado estadual esteve da 3ª a 5ª legislaturas (1955-1967) e na 10ª legislatura (1983-1987) na ALMG, após Constituinte de 1947.

Deputado estadual por três legislaturas consecutivas pelo Partido Trabalhista Brasileiro - PTB, de 1954 a 1964, quando foi preso em 5 de abril de 1964 pelo exército brasileiro, 4ª região militar e depois cassado pela resolução nº 580 da Assembleia Legislativa de Minas Gerais, de 9 de abril de 1964, conjuntamente com os Deputados Sinval Bambirra e José Gomes Pimenta (Dazinho). Em 10 de abril de 1964 foi cassado também pelo AI-1.
Em 1955, foi Coordenador da ala dissidente do Partido Trabalhista Brasileiro – PTB das candidaturas para as eleições de Presidente da República Dr. Juscelino Kubischek de Oliveira, vice-presidente da República Dr. João Goulart, Governador de Estado de Minas Gerais Dr. Bias Fortes e vice-governador Dr. José Raimundo.Em 1956, é Reeleito dentre os dos dez melhores Deputados Estaduais pelos jornalistas credenciados junto à Assembleia Legislativa de Minas Gerais. Em 2 de março de 1957 consegue importante conquista que é a compra do prédio e instalação do Colégio Estadual Sebastião Patrus de Souza, anseio de toda classe trabalhadora e reivindicado por todos Sindicatos de classes. Consegue também todo mobiliário necessário para o funcionamento do mesmo, trazido pelo caminhão da Polícia Militar. Inaugurado com a presença do Governador do Estado de Minas Gerais, José Francisco Bias Forte, Prefeito Municipal de Juiz de Fora, Ademar Resende de Andrade e várias autoridades políticas e sindicais. É eleito Presidente do Partido Trabalhista Brasileiro - PTB de Juiz de Fora, com 761 votos a favor e 220 votos contra, disputa com a chapa do Silvio de Abreu, em 12 de janeiro de 1958. 
Eleito em 4 de janeiro de 1959 como 1º secretário da Comissão Executiva do PTB de Minas Gerais. Assume o mandato de deputado estadual em 6 de agosto de 1959. Em 1960, torna-se membro do diretório nacional do PTB. É reeleito como presidente do PTB de Juiz de Fora, para o período de 1961-1964. Também foi reeleito como 1º secretário do PTB Estadual. Nas eleições de 1962 foi reeleito deputado com a maior votação já ocorrida em Juiz de Fora. Sempre tendo uma atuação muito intensa, nesse período até abril de 1964 exerce ações políticas de grande repercussões nacionais que culminaram com aprovações de leis sociais importantes para o país, tendo sido um dos responsáveis pelo comício pelas reformas de base, no dia 13 de março no Rio de Janeiro. No dia 31 de março discursa na Rádio Nacional convocando a greve geral que permaneceu até o dia 4 de abril, quando o presidente João Goulart vai para o exílio. Retorna a Juiz de Fora e se apresenta ao General Olímpio Mourão Filho, comandante da 4ª região militar. Preso, é imediatamente transferido para o DOPS de Belo Horizonte. Cassado, tem seus direitos políticos suspensos por 10 anos, igualmente período como dirigente sindical. Condenado pelo Conselho Permanente da Justiça Militar a pena de 17 anos de reclusão, regime fechado, pena que após sucessivos recursos e julgamentos foi reduzida para 1 ano e dois meses. Mas ficou preso 4 anos e dois meses. No dia 28 de agosto de 1969 é novamente condenado e preso, com a pena de 2 anos de reclusão a se cumprir na penitenciária Frei Caneca e na Ilha Grande. Finalmente em 5 de março de 1971 é colocado em liberdade, voltando para o seio familiar que sempre o apoiou.
Em 1982 estava novamente entre os Deputados estaduais de Minas Gerais, eleito pelo PMDB, com expressiva votação - 47% dos votos.
Em 1994 foi reabilitado pela Assembleia Legislativa do Estado de Minas Gerais, reconhecendo que ela agiu sob motivação política ao cassar-lhe o mandato logo após o movimento político-militar em 31 de março de 1964 "Ficam reconhecidos como praticados por motivos políticos e não por falta de decoro parlamentar, o ato de cassação".